# メチルビニルエーテル
メチルビニルエーテル（英: Methyl vinyl ether）は化学式C3H6Oで表されるエーテルの一種であり、エーテルにメチル基とビニル基が結合した構造を持つ。塩基性環境下でアセトンとメタノールを反応させることにより得られる。
分子中のアルケン部は反応性が高く、重合反応によりポリメチルビニルエーテルとなる。この反応は、酢酸ビニルからポリ酢酸ビニル、塩化ビニルからポリ塩化ビニルの反応に類似する。
アルケン部は環化付加反応することもでき、この反応はアクロレインからグルタルアルデヒドを合成する第一段階となる。
この化合物は酸素アタッチメントに隣接したアルケンの脱プロトン化により、アシル化を行う求核剤のシントンとして有用であるこの経路は、他の方法では困難なケイ素、ゲルマニウム、スズのアシル誘導体の合成を可能にする。